# Ophiocara porocephala
Ophiocara porocephala är en fiskart som först beskrevs av Valenciennes, 1837.  Ophiocara porocephala ingår i släktet Ophiocara och familjen Eleotridae. IUCN kategoriserar arten globalt som livskraftig. Inga underarter finns listade i Catalogue of Life.